# شيماء حشاد
شيماء حشاد (مواليد 21 أبريل 1981) هي لاعبة المنتخب الوطني الأول للرماية.

## مسيرتها
بدأت مسيرتها في نادي اتحاد الشرطة، وهي في السادسة عشرة من عمرها، ثم انضمت لنادي طلائع الجيش.
حققت المركز السادس بمنافسات 10 متر بندقية (سلاح) في بطولة العالم في امريكا، وهي البطولة التي كان يشارك فيها 74 دولة، للتأهل لدورة الألعاب الأولمبية.
تعتبر شيماء ثاني المتأهلين من الرماية المصرية لأولمبياد ريو دي جانيرو، بعد عزمي محيلبة الذي تأهل بعد حصوله على الميدالية البرونزية في بطولة العالم لمنافسات السكيت.
تأهلت من قبل لأولمبياد أثينا 2004، وأولمبياد بكين 2008.

## أرقام شخصية
فازت شيماء بذهبية البطولة الأفريقية عام 2003 في جنوب أفريقيا وذهبية البطولة العربية السادسة عام 2004 والسابعة عام 2006.
كما حققت المركز الأول في الدورة الأفريقية في الجزائر عام 2007 وذهبية الدورة العربية الـ21.
وفازت بالمركز الأول في «الرصاص» في البطولة الأفريقية والمركز الثاني لضغط الهواء عام 2014. وفازت بالميدالية البرونزية في بطولة الجائزة الكبري بكرواتيا في البندقية (سلاح) ضغط الهواء محققة رقماً 414.7 في المسابقة ومحققة رقم 186 في مسابقة النهائيات في مسابقة تضم 10 دول أوروبية وأكثر من 55 رامية.

## ريو دي جانيرو 2016
احتلت لاعبة المنتخب الوطني للرماية المركز الـ27 خلال مشاركتها في منافسات دورة الألعاب الأولمبية الصيفية 2016 في البرازيل برصيد 413.2 نقطة.

## روابط خارجية
- شيماء حشاد على موقع الاتحاد الدولي (الإنجليزية)
- شيماء حشاد على موقع أوليمبيديا (الإنجليزية)